# Przemysław Rutkowski
Przemysław Wojciech Rutkowski – polski nefrolog, prof. dr hab. nauk medycznych,  Instytutu Pielęgniarstwa i Położnictwa oraz dziekan Wydziału Nauk o Zdrowiu z Instytutem Medycyny Morskiej i Tropikalnej Gdańskiego Uniwersytetu Medycznego.

## Życiorys
Studiował medycynę w Akademii Medycznej w Gdańsku, 19 października 2000 obronił pracę doktorską Wpływ polimorfizmu genu syntazy tlenku azotu na rozwój i progresję przewlekłej niewydolności nerek, 15 października 2009 habilitował się na podstawie pracy zatytułowanej Pochodne nikotynamidu – nowa rodzina toksyn mocznicowych. 5 lutego 2019 nadano mu tytuł profesora w zakresie nauk medycznych. Został zatrudniony na stanowisku adiunkta w Katedrze i Klinice Nefrologii, Transplantologii i Chorób Wewnętrznych na Wydziale Lekarskim z Oddziałem Stomatologicznym Gdańskiego Uniwersytetu Medycznego.
Był profesorem nadzwyczajnym Katedry i Kliniki Nefrologii, Transplantologii i Chorób Wewnętrznych Wydziału Lekarskiego Gdańskiego Uniwersytetu Medycznego.
Jest profesorem w Instytucie Pielęgniarstwa i Położnictwa oraz dziekanem na Wydziale Nauk o Zdrowiu z Instytutem Medycyny Morskiej i Tropikalnej Gdańskiego Uniwersytetu Medycznego w kadencji 2020-2024 a w latach 2016 do 2020 był prodziekanem ds. studenckich i spraw socjalnych studentów Wydziału Nauk o Zdrowiu Gdańskiego Uniwersytetu Medycznego.
Jest członkiem Zarządu Głównego Polskiego Towarzystwa Nefrologicznego  w kadencji 2022-2025. W 2024 został odznaczony Złotym Krzyżem Zasługi.